# Marko Milošević
Marko Milošević (in serbo Марко Милошевић?; Belgrado, 7 febbraio 1991) è un calciatore serbo, portiere del Partizan.

## Carriera

### Club
Cresciuto nello Zemun, esordisce nel calcio professionistico proprio con la formazione verde-blu. Nel 2014 firma per il Voždovac, con cui l'anno successivo esordisce nel massimo campionato serbo. Successivamente veste nuovamente la maglia dello Zemun, poi è la volta del Napredak Kruševac, sempre in Superliga.
Nel 2020 si trasferisce al Kaspii, formazione della massima serie kazaka con cui gioca due stagioni da titolare. Sciolto ogni vincolo contrattuale col Kaspıı, nel 2022 è la volta dell'Astana, formazione con cui vince il suo primo trofeo.

## Palmarès

### Club

#### Competizioni nazionali
- Campionato kazako: 1

Astana: 2022
- Campionato bosniaco: 1

Borac Banja Luka: 2023-2024